# Ніна Грузинська
Ніна Грузинська, Ніна Каппадокійська або Свята Ніна (груз. წმინდა ნინო, грец. Άγιη Νίνω, 280, Коластри, Каппадокія — 335, Бодбе, Грузія) — просвітителька Грузії, рівноапостольна свята, народилася близько 280 року в місті Коластри, в Каппадокії, де було багато грузинських поселень. Її батько Завулон походив із знатного роду. Мати святої Ніни, Сусанна, була сестрою Єрусалимського Патріарха (деякі називають його Ювеналієм).

З дитинства Ніна відрізнялася любов'ю до Бога, і для неї не було більшого задоволення, ніж слухати, коли їй розповідали про життя Ісуса Христа.

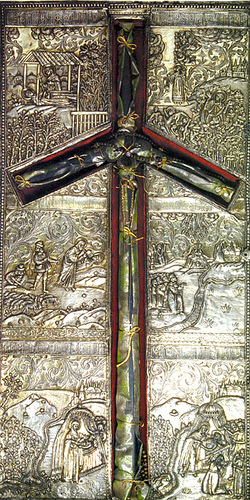
Хрест Святої Ніни

Дванадцятилітньою Ніна разом з батьками, у яких була єдиною дочкою, прийшла до Єрусалиму. За їх взаємною згодою і за благословенням Патріарха Єрусалимського, Завулон присвятив своє життя служінню Богу в Йорданських пустелях, Сусанна була поставлена дияконисою при храмі Гробу Господнього, а виховання святої Ніни було доручено благочестивій Ніанфорі. Вона любила Ніну, мов рідну дочку, і виховувала її за правилами віри і благочестя. Вони часто прогулювалися святим містом, відвідуючи ті місця, які згадуються в Євангелії. Свята Ніна проявила слухняність і старанність і через два роки, за допомогою Божої благодаті, дотримувалась правил віри і із старанністю читала Святе Письмо.
Якось, спускаючись вузькими вуличками Голгофи, де вони провели декілька годин, читаючи Євангеліє про Христові страждання, Ніна запитала свою виховательку: 
— А де ж тепер знаходиться той хітон Христа Спасителя, про який сказано, що воїни, ділячи між собою одежу Христа, кидали жереб?
Ніанфора розповіла, що воїн, якому достався хітон Господній, забрав його на Кавказ і зараз, ця риза зберігається у місті Мцхеті, в Іверії (по нинішньому в Грузії). Окрім цього наставниця розповіла Ніні, що жителі цієї країни, як і всі грецькі племена Кавказу, ще не чуле Євангельської проповіді і перебувають у темряві язичництва.
Дізнавшись від Ніанфори, що Грузія ще не просвічена світлом християнства, свята Ніна вдень і вночі молилася до Пресвятої Богородиці, щоб та допомогла їй побачити Грузію християнізованою, знайти і облобизати хітон возлюбленого Сина її Господа Ісуса Христа, зітканий перстами Богоматері, і проповідувати ім'я Господнє місцевим народам.
Молитва Ніни була почута. Пресвята Діва явилася їй уві сні і сказала:
— Ніно, йди в Іверію проповідуй там Євангеліє, і Я буду твоїм покровом!
— Як я слабка дівчина, — заперечила Ніна — зможу здійснити таку велику справу?
Тоді владичиця подала їй хрест, сплетений із виноградної лози, і сказала:
 — Візьми цей хрест! Він захистить тебе від видимих та невидимих ворогів. Його силою ти принесеш благу звістку про Господа Ісуса Христа по всій країні Іверській.
Прокинувшись, побачила Ніна чудесний хрест у своїх руках і почала цілувати його зі словами чистої радості і зворушення. Одразу ж вона пішла до свого дядька патріарха, і розповіла йому про чудесне видіння. Незважаючи на юний вік своєї племінниці, патріарх не тільки не відмовляв її від такої тяжкої справи, але навпаки побачив в цьому волю Божу і благословив святу Ніну на далеку подорож.
Довгим та важким був шлях Ніни. Холод, голод, спрагу і смертельну небезпеку диких звірів і злих людей перетерпіла Ніна, поки нарешті досягла Грузії. Зупинилася вона в Урбнісі і прожила там біля місяця в єврейській сім'ї, знайомлячись з звичаями та мовою нового для неї народу.
Дізнавшись якось, що всі жителі збираються в місто Мцхета на свято, свята Ніна дуже зраділа: здійснилась її друга мрія — бути в загадковій Мцхеті і до того ж на язичеському святі. Сам Господь вкаже її там, що робити і як почати проповідь святого Євангелія.
Неподалік Мцхета обігнала її царська свита. На білому коні їхав сам цар Міріан III, а за ним незліченні придворні на оздоблених конях та мулах. Всі поспішили на гору, де стояв ідол і де повинно здійснитися криваве жертвоприношення. Підхоплена юрбою Ніна досягнула гори і побачиа величезного ідола із золотим шоломом на голові і таким же панциром на грудях; одне око було яхонотовим інше — смарагдовим. Народ мовчки стояв перед ідолом. І коли принесли криваву жертву затрубили труби.
Свтята Ніна дивилася на все це очима повними сліз: серце щеміло від співчуття до народу, який вона вже встигла полюбити. Звівши очі до неба вона почала молитися:
 — Всесильний Боже! Зглянься над народом цим: Ти його створив по образу своєму і подобі, щоб він знав тільки тебе, свого істинного Бога, а він поклоняється бездушному каменю. Пожалій його Господи: визволи його від влади князя темряви — диявола. Зроби так, щоб і цей народ, і всі інші народи, уклонилися тобі єдиному предвічному Богу!
Ще не встигла св. Ніна закінчити молитву як хмари насунулися на небо. Відразу стемніло. Замість світлого сонця яке було досі спалахнула блискавка, почулися удари грому. Народ кинувся тікати, сам цар шукав притулку в скелі. Страшним ударом блискавки ідола було розбито на порох, і потоки зливи віднесли його залишки в річку. Потім знову засяяло сонце і природа втихомирилась. Переляканий народ говорив:
 — Великий бог наш, проте є якийсь інший Бог більший за нього, який переміг нашого. Що ж це сталося і що чекає на нас?!.
Одного разу св. Ніна побачила жінку яка носила по місту свою помираючу дитину, благаючи всіх про допомогу. Узявши хворе дитя, поклала його на постіль із листя. Помолившись вона поклала на дитину свій хрест і згодом повернула дитину матері живою та здоровою.
З цього часу свята почала відкрито проповідувати Євангеліє і закликати всіх до покаяння і віри в Христа. Її праведне і благочестиве життя привертало до неї серця людей, і всі слухали її з насолодою. Потрохи особливо жінки наверталися до Христа, і незабаром утворився гурт її учениць. Однією із них була Седонія, дочка первосвященика карталійських Євреїв Авіфара.
Здійснивши своє апостольське служіння в Грузії, свята Ніна була сповіщена про близьку смерть. В посланні до царя Міріану вона попросила його прислати єпископа Івана, щоб він приготував її в останню дорогу. Не тільки єпископ Іван, але і сам цар, разом зі всім духовенством, відправилися в Бодбе, де біля смертної постелі святої Ніни стали свідками багатьох зцілень. Взявши участь у таїнстві Євхаристії, свята Ніна заповідала, щоб її тіло похоронили в Бодбі, і мирно відійшла до Господа в 335 році. 
Нині мощі цієї праведниці спочивають в Бодбійському жіночому монастирі, що розташований на сході Грузії, за два кілометри від містечка Сігнахі в історичному регіоні Кахетія. Мощі святої рівноапостольної Ніни є головною святинею Бодбійської єпархії Грузинської православної церкви.
У 1795 році у Ґерґетській церкві переховували хрест Святої Ніни — реліквію, яку, за переказами, Богородиця вручила Святій перед тим, як направити її проповідувати у Грузію.
- Пам'ять — 14 січня